# 1931 v letectví
Tento článek obsahuje seznam událostí souvisejících s letectvím, které proběhly roku 1931.

## Události

### Květen
- 27. května – Švýcarský profesor Auguste Piccard a jeho asistent Kipfer se stratosférickým balónem vystupují do výšky 15 781 m. Startují v Augsburgu a přistávají na ledovci v Rakousku.

## První lety
- Aero A-46
- ANBO V
- Heinkel He 46
- Heinkel He 60
- Lublin R.XIII

### Březen
- Curtiss XF9C-1
- 3. března – Fairey Gordon
- 25. března – Hawker Fury

### Duben
- Fokker XA-7

### Červenec
- Macchi Castoldi M.C. 72

### Srpen
- 14. srpna – Tupolev ANT-14
- 27. srpna – Praga BH-39

### Září
- Heinkel He 59
- PZL P.11
- 15. září – Praga BH-41

### Říjen
- Letov Š-32
- 3. října – Latécoère 290
- 26. října – de Havilland Tiger Moth, DH.82 prototyp G-ABRC
- 31. října – Westland Wallace

### Listopad
- 27. listopadu – Fairey Seal

### Prosinec
- 29. prosince – Hawker Audax
- 29. prosince – Grumman FF

## Letecké nehody
- 4. srpna – Fokker F.IX společnosti KLM, imatrikulace PH-AFK, havaroval krátce po startu z letiště Waalhaven, při pokusu o návrat na letiště a nouzové přistání po selhání levého motoru. Dvoučlenná osádka i třináct cestujících nehodu přežili, stroj byl zcela odepsán.[1]